# MLB Draft 1968
Der MLB Draft 1968 war der vierte Draft, der von der Major League Baseball veranstaltet wurde. An erster Stelle wurde Tim Foli von den New York Mets ausgewählt. 

## Hintergrund
In der Juni-Phase des MLB Draft 1968 durften erstmals auch die vier Expansions-Franchises, die Montreal Expos, San Diego Padres, Kansas City Royals und Seattle Pilots agieren, die ab der Saison 1969 mit dem Spielbetrieb in der Major League Baseball starteten. Diese Mannschaften durften jedoch erst ab dem Ende der vierten Runde in den Draft-Prozess einsteigen. 
Beim damaligen Draft bewiesen vor allem die Los Angeles Dodgers ein glückliches Händchen, indem sie Dave Lopes in der zweiten Runde des Januar Drafts, sowie Bill Bucker in der zweiten Runde, Joe Ferguson in der sechsten Runde, Tom Paciorek in der 40. Runde und Doyle Alexander in der 42. Runde im regulären Juni-Draft auswählten. Zusammen mit Steve Garvey in der ersten Runde und Ron Cey in der dritten Runde der zweiten Draft-Phase im Juni legten sie damit den Grundstein für die Erfolge in der National League in den 1970er Jahren. 

## Erstrundenwahlrecht
|  | = All-Star |  |  | = Baseball Hall of Famer |

| Pick | Spieler         | Mannschaft            | Position | Schule                     |
| ---- | --------------- | --------------------- | -------- | -------------------------- |
| 1    | Tim Foli        | New York Mets         | SS       | Canoga Park, Kalifornien   |
| 2    | * Pete Broberg  | Oakland Athletics     | RHP      | Palm Beach, Florida        |
| 3    | Marty Cott      | Houston Astros        | C        | Buffalo, New York          |
| 4    | Thurman Munson  | New York Yankees      | C        | Kent State University      |
| 5    | Bobby Valentine | Los Angeles Dodgers   | OF       | Stamford, Connecticut      |
| 6    | Robert Weaver   | Cleveland Indians     | SS       | Jacksonville, Florida      |
| 7    | Curtis Moore    | Atlanta Braves        | OF       | Denison, Texas             |
| 8    | Don Castle      | Washington Senators   | LHP      | Coldwater, Mississippi     |
| 9    | Dick Sharon     | Pittsburgh Pirates    | OF       | Redwood City, Kalifornien  |
| 10   | Junior Kennedy  | Baltimore Orioles     | SS       | Arvin, Kalifornien         |
| 11   | Greg Luzinski   | Philadelphia Phillies | 1B       | Prospect Heights, Illinois |
| 12   | Lloyd Allen     | California Angels     | RHP      | Selma, Kalifornien         |
| 13   | Tim Grant       | Cincinnati Reds       | RHP      | Boykins, Virginia          |
| 14   | Rich McKinney   | Chicago White Sox     | SS       | Ohio University            |
| 15   | Ralph Rickey    | Chicago Cubs          | OF       | University of Oklahoma     |
| 16   | Alex Rowell     | Minnesota Twins       | OF       | Luther College             |
| 17   | Gary Matthews   | San Francisco Giants  | OF       | Pacoima, Kalifornien       |
| 18   | Robert Robinson | Detroit Tigers        | OF       | Chester, Virginia          |
| 19   | James Hairston  | St. Louis Cardinals   | OF       | Dayton, Ohio               |
| 20   | Tom Maggard     | Boston Red Sox        | OF-C     | Norwalk, Kalifornien       |

* Hat keinen Vertrag unterschrieben